# Передсезонний кубок виклику
Передсезонний кубок виклику А-ліги (англ. A-League Pre-Season Challenge Cup) — футбольний турнір в Австралії, що проходив з 2005 по 2008 роки. У Кубку брали участь команди з А-ліги, найвищого дивізіону країни.

## Формат
Передсезонний кубок проходив перед початком регулярного сезону, зазвичай в липні або серпні. Команди були розбиті на дві групи та грали в одне коло всередині них. По дві кращих команди з кожної групи виходили до півфіналів (в останньому сезоні 2008 півфінали не проводились, а два переможці груп відразу розігрували фінал). Починаючи з сезону 2009/10 передсезонний кубок був скасований для того, щоб дати клубам більше свободи у підготовці до сезону.

## Фінали
| Сезон | Дата фіналу    | Переможець            | Рахунок        | Фіналіст              | Місце проведення фіналу       | Глядачі |
| ----- | -------------- | --------------------- | -------------- | --------------------- | ----------------------------- | ------- |
| 2005  | 21 серпня 2005 | Сентрал-Кост Марінерс | 1—0            | Перт Глорі            | Сентрал-Кост Стедіум, Госфорд | 6,609   |
| 2006  | 19 серпня 2006 | Аделаїда Юнайтед      | 1—1 (5-4 пен.) | Сентрал-Кост Марінерс | Сентрал-Кост Стедіум, Госфорд | 10,453  |
| 2007  | 12 серпня 2007 | Аделаїда Юнайтед      | 2—1            | Перт Глорі            | Гіндмарш Стедіум, Аделаїда    | 9,606   |
| 2008  | 6 серпня 2008  | Мельбурн Вікторі      | 0—0 (8-7 пен.) | Веллінгтон Фенікс     | Вестпек Стедіум, Веллінгтон   | 9,208   |

## Результати за клубом
| Клуб                  | Володар | 2 місце | 3 місце | 4 місце | Роки перемог | Роки фіналів |
| --------------------- | ------- | ------- | ------- | ------- | ------------ | ------------ |
| Аделаїда Юнайтед      | 2       | 0       | 0       | 0       | 2006, 2007   |              |
| Сентрал-Кост Марінерс | 1       | 1       | 0       | 1       | 2005         | 2006         |
| Мельбурн Вікторі      | 1       | 0       | 0       | 0       | 2008         |              |
| Перт Глорі            | 0       | 2       | 0       | 0       |              | 2005, 2007   |
| Веллінгтон Фенікс     | 0       | 1       | 0       | 0       |              | 2007         |
| Брисбен Роар          | 0       | 0       | 1       | 0       |              |              |
| Сідней                | 0       | 0       | 1       | 0       |              |              |
| Ньюкасл Юнайтед Джетс | 0       | 0       | 0       | 1       |              |              |

1. ↑  Лише у 2006 та 2007 роках розігрувався матч за 3-тє місце.